# Arboledas, Argentina
Arboledas är en ort i Argentina. Den ligger i provinsen Buenos Aires, i den centrala delen av landet, 400 kilometer sydväst om huvudstaden Buenos Aires. Folkmängden uppgår till cirka 600 invånare.

## Geografi
Arboledas ligger 129 meter över havet. Terrängen runt Arboledas är mycket platt, och sluttar norrut. Runt Arboledas är det mycket glesbefolkat, med 2 invånare per kvadratkilometer.. Trakten runt Arboledas består i huvudsak av gräsmarker.

## Klimat
Klimatet i området är fuktigt och subtropiskt. Årsmedeltemperaturen i trakten är 14 °C. Den varmaste månaden är januari, då medeltemperaturen är 24 °C, och den kallaste är juli, med 4 °C. Genomsnittlig årsnederbörd är 1 451 millimeter. Den regnigaste månaden är april, med i genomsnitt 195 mm nederbörd, och den torraste är juni, med 16 mm nederbörd.